# Lijst van zoutwatervissen in Sao Tomé en Principe
Dit is een lijst van vissen die voorkomen in de zeeën rond Sao Tomé en Principe.
Sao Tomé en Principe zijn beide tropische eilanden gelegen rond de evenaar in de Golf van Guinee, een onderdeel van de Atlantische Oceaan.
Tot nu toe zijn alleen de endemische vissoorten in deze lijst opgenomen.

## Ordebaarsachtigen(Perciformes)
Familie grondels (Gobiidae)
- Didogobius amicuscaridis (endemisch)
- Gorogobius stevcici (endemisch)

Familie lipvissen (Labridae)
- Clepticus africanus (endemisch)
- Thalassoma newtoni (endemisch)

## Ordeschildvisachtigen(Gobiesociformes)[1]
Familie schildvissen (Gobiesocidae)
- Apletodon wirtzi (endemisch)